# ヘーガ・クステンとクヴァルケン群島
ヘーガ・クステンとクヴァルケン群島（ヘーガ・クステンとクヴァルケンぐんとう）は、バルト海北部のボスニア湾沿岸にあるユネスコの世界遺産（自然遺産）登録物件。スウェーデンのヘーガ・クステン（ハイ・コースト、高地海岸）と、フィンランドのクヴァルケン群島から成る。これらの地域は、氷河の融解に伴って土地が隆起する現象（最終氷期の後、陸地は合計800メートル上昇した）が、地球上で最も顕著に現れている地域であることから、世界遺産に登録された。

## ヘーガ・クステン
ヘーガ・クステン（Höga kusten）は、スウェーデンのヴェステルノールランド県に広がるボスニア湾沿岸部の海岸である。この一帯は、氷期には巨大な氷床が形成されており、それが後退するに従って陸地にのし掛かる重みが軽減されてきた。その反動で、年間平均1cm前後という顕著な土地の隆起（リバウンド現象）を惹き起こしており、アイソスタシー研究の好例として知られている。
「高い海岸」を意味するその名の通り、ヘーガ・クステンは屹立した断崖とともに、数多くの入り江、湖、島々などから成る非常に複雑な景観を形成しているのである。

## クヴァルケン群島
クヴァルケン群島（Merenkurkun saaristo）はフィンランドの西海岸の沖合にある諸島である。一帯はボスニア湾で最も狭くて浅い地域であり、木の生えない小島嶼が多く、モレーン地形が発達している。西部のストシェル島（Storskär）、エブシェル島（Ebbskär）周辺はヴァラッサーレット諸島（Valassaaret）とも呼ばれる。キョクアジサシ、ハジロウミバト、ホンケワタガモ、ハイイロアザラシ、ムール貝などが生息しており、1974年にラムサール条約登録地となった。

## 登録経緯
世界最大級のリバウンド現象が見られるヘーガ・クステンは、2000年に単独で世界遺産に登録された。公式な登録名は"High Coast"（英語）ないし"Haute Côte"（仏語）で、どちらもスウェーデン語名と同じ「高い海岸」の意味である。日本では、英語名に従って「ハイ・コースト」と表記されることがままある。
同じボスニア湾にあるフィンランドの島々、クヴァルケン群島でも同様の現象が観測されるため、ヘーガ・クステンの単独登録当初からクヴァルケン群島の拡大登録の必要性が示唆されており、2006年に拡大登録が実現した。

## 登録名称
登録拡大当初の英語での登録名は "Kvarken Archipelago / High Coast" であった。世界遺産登録名では、しばしば同じ物件の別名を併記する際にスラッシュが用いられるが（モシ・オア・トゥニャ / ヴィクトリアの滝、フェルテー湖 / ノイジードル湖の文化的景観など）、この場合は別名ではなく、それぞれ独立した存在である。
2008年に名称変更され、ヘーガ・クステンのほうが前におかれることになった。

## 登録対象
- ヘーガ・クステン（世界遺産登録 ID: 898-001）
- クヴァルケン群島 - ゾーンA（ID: 898-002）
- クヴァルケン群島 - ゾーンB（ID: 898-003）

ゾーンA はKorsholm市付近の、ゾーン BはKorsnäs市の沖合いに浮かぶ島々。詳しい区域は、ユネスコ世界遺産センターの公式記録の24ページに掲載されている地図を参照のこと。

## 登録基準
この世界遺産は世界遺産登録基準のうち、以下の条件を満たし、登録された（以下の基準は世界遺産センター公表の登録基準からの翻訳、引用である）。
- (8) 地球の歴史上の主要な段階を示す顕著な見本であるもの。これには生物の記録、地形の発達における重要な地学的進行過程、重要な地形的特性、自然地理的特性などが含まれる。